# John Soane

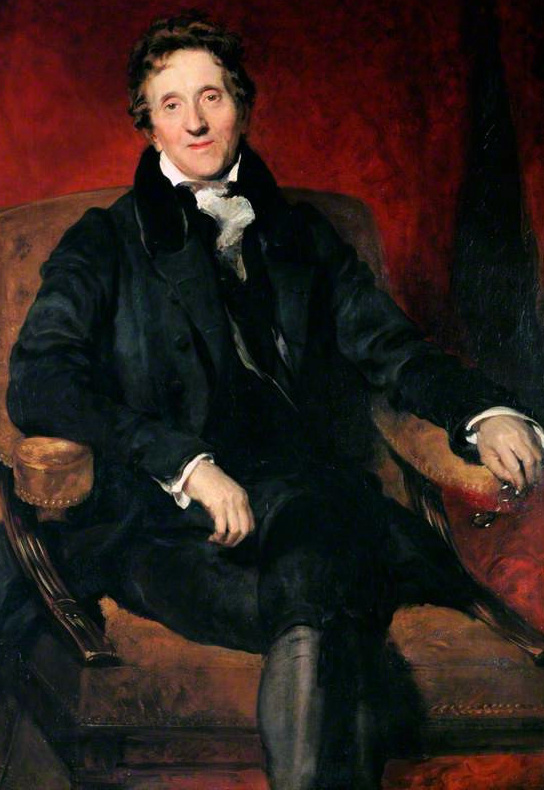
Thomas Lawrence:
Porträt John Soane

Sir John Soane [səʊn] RA (* 10. September 1753 in Reading oder Goring-on-Thames zwischen Oxfordshire und Berkshire; † 20. Januar 1837 in London) war ein britischer Architekt und Professor der Royal Academy. Ausgehend von der Tradition des Klassizismus werden seine Arbeiten dem Regency zugeordnet. Das wichtigste bauliche Werk war die Errichtung der Bank of England. Seine Gedanken über Architektur sind den zwölf Vorlesungen der Royal Academy von 1809 bis 1836 zu entnehmen.

## Die Kindheit
Über die frühe Kindheit von John Soane lässt sich nur eingeschränkt etwas Sicheres sagen und Soane hat später aus familiären Gründen nicht dazu beigetragen diese aufzuhellen. Im Kirchenregister von Goring ist er nicht nachzuweisen. Wahrscheinlich wurde er als siebentes Kind von Martha Soane, geborene Marcy und John Soane‚ (ältere Schreibweise Soan) geboren.

## Die Ausbildung
Ab 1761, im Alter von 8 Jahren, besuchte Soane in Reading die Schule von William Baker. 1768 zogen die Eltern und seine Schwestern zurück nach Goring-on-Thames. Sein älterer Bruder William führte das Handwerk des Vaters, eines Maurers (local builders)‚ in Chertsey fort. John fing 1767 bei ihm als Maurerlehrling an. 1768 wurde er durch James Peacock, einem Vermesser, dem Architekten George Dance der Jüngere vorgestellt, der ihn aufnahm und förderte.
1771 begann Soane auf Vorschlag und durch die Vermittlung von George Dance ein Studium der Architektur. John Soane gehörte zu den ersten professionell ausgebildeten Architekten der 1768 gegründeten Royal Academy School of Architecture. An dieser von Sir William Chambers geleiteten und durch Georg III. getragenen Universität studierte Soane bis 1778. Für Studienentwürfe gewann Soane 1772 die Silbermedaille und 1776 die Goldmedaille der Akademie. Als Auszeichnung wurde ihm 1778 ein Reisestipendium des Königs zugesprochen.
Soane reiste gemeinsam mit seinem Studienfreund Thomas Hardwick Junior nach Rom. In Rom lernte er den Baumeister und Bischof von Derry, Frederick Hervey, 4. Earl of Bristol kennen, den er später nach Irland begleitete.
Zwei Jahre später kehrte er in das Königreich Großbritannien zurück und gründete ein eigenes Architekturbüro.

## Das Frühe Werk 1781–1792

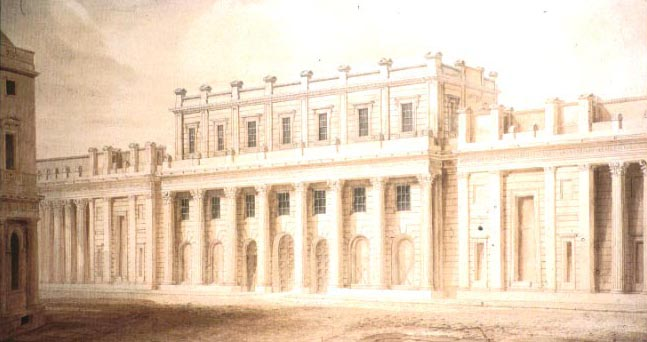
Bank of England, Eingangsfassade, 1818–1827

Ab 1788 wurde er durch die Förderung von William Pitt zum Nachfolger von Sir Robert Taylor als Architekt und Surveyor der Bank von England berufen.

## Die Mittlere Periode 1792–1820
So war er in der Zeit von 1811 bis 1813 für die Errichtung der Galerie und des Mausoleums in Dulwich verantwortlich.
Weiterhin war er an der Ausgestaltung der Räume von Downing Street No. 10 und 11 beteiligt.
Am 28. März 1806 wurde er zum Professor für Architektur an die Royal Academy berufen. 1831 wurde John Soane zum Ritter geschlagen.
Im Haus hatte Soane seine Kunst- und Sammlungsgegenstände untergebracht, die von Reisen und aus Auktionen stammen. So finden sich hier antike Skulpturen, der Sarkophag des ägyptischen Pharao Sethos I., Gemälde sowie die Modelle seiner Bauten.
In einigen Räumen ließ er, um seine vielen Gemälde unterbringen zu lassen, Türen in die Wände einbauen. Öffnet man diese, kommen dahinter – und auf der Rückseite der Türen – neue Gemälde zum Vorschein. Um seine Ideen und Gebäudeskizzen den Bauverantwortlichen vorzustellen, ließ er Kunstmaler diese Gebäude malen – diese malten die Gebäude zu Werbezwecken in Dschungel- und Fantasielandschaften; und einige Gemälde zeigen Explosionszeichnungen von Gebäuden – etwa eine Vogelperspektive der Bank of England, mit weggelassenen Wänden und Zwischenböden, damit der Betrachter etwas über das Innenleben erfährt. Mit diesen für jene Zeit revolutionären Gemälden ging Soane zu den Bauherren. Als bedeutendster Zeichner, der für Soane arbeitete, gilt der Architekt und Architekturmaler Joseph Gandy.

## Das Spätwerk 1820–1833

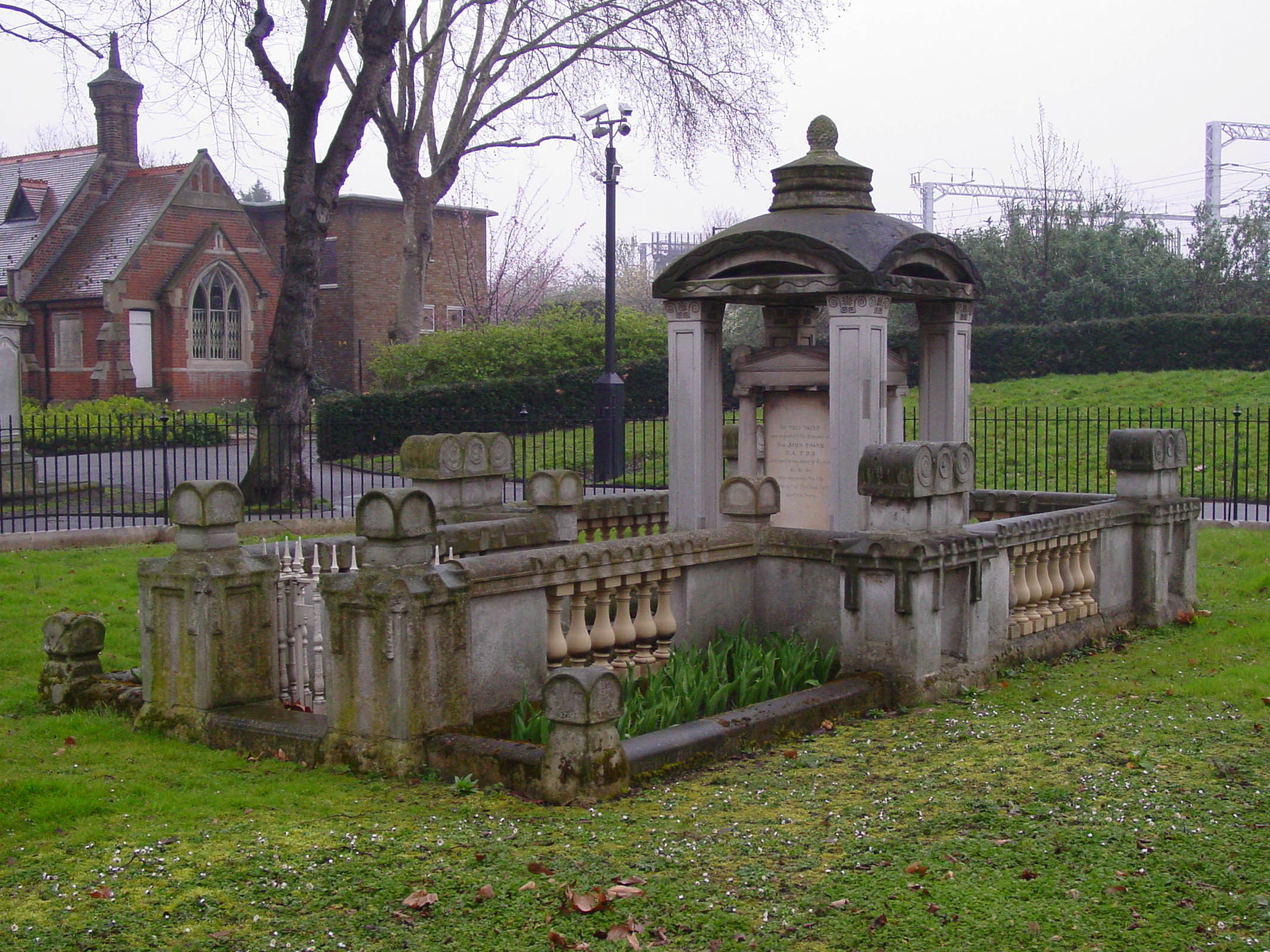
Mausoleum von Sir John Soane

1837 verstarb Sir John Soane im Alter von 84 Jahren in London. Sein Grab besteht noch in St Pancras Gardens, dem ehemaligen Friedhof von Alt St. Pancras. Das Grabmal hatte Soane nach dem Tod seiner Frau selbst entworfen. Das flache Kuppeldach des kleinen Mausoleums war für den Architekten Giles Gilbert Scott das unmittelbare Vorbild für die Dächer der früheren roten Telefonzellen in Großbritannien.

## Der Einfluss seines Werkes
Er gehört neben John Nash und Sir Jeffry Wyatville zu den bekanntesten Architekten des Regency. Sein Werk hat vor allem die Werke von Architekten im 20. Jahrhundert insbesondere der Postmoderne beeinflusst.

## Der Umgang mit dem baulichen Nachlass
Am 20. April 1833 wurden zwei der drei benachbarten und durch Soanes fortwährenden Weiterbau ineinander verwobenen Wohnhäuser, No. 12 und No. 13 Lincoln’s Inn Fields, zum nationalen Sir John Soane’s Museum erklärt. In dem Act for setting and preserving Sir John Soane’s Museum, Library and Work of Art, in Lincoln’s Inn Fields, in the County of Middlesex, for the Benefit of the Public, and for establishing a sufficient Endowment for the Maintenance of the same wurde durch den Act of Parliament (3° Gul. IV, Cap iv) dem Wille von Sir John Soane Rechnung getragen, das Werk im ursprünglichen Zustand zu erhalten. Er schrieb dazu: “One of the objects I had in view was to shew, partly by graphic illustration, the union and close connection between Painting, Sculpture and Architecture, – Music and Poetry; – another purpose is, the natural desire of leaving these works of Art subject as little as possible to the chance of their being removed from the position relatively assigned to them, they having been arranged as studies for my own mind, and being intended similarly to benefit the Artists of future generations.” Die nach seinem Tod eingetretenen Veränderungen am Gesamtkunstwerk von Sir John Soane sollen durch den Rückbau seit 2004 die Authentizität von Gebäude und Sammlung erhöhen. Insbesondere werden dabei spätere Veränderungen der Beleuchtung und die räumliche Struktur der Sammlungsräume korrigiert. Bis zum Jahr 2012, dem 200. Geburtstag des Hauses, soll die 1840 zerstörte Privatwohnung Soanes im zweiten Obergeschoss des Haupthauses No. 13 mit seiner umfangreichen Sammlung von 80 historischen Architekturmodellen wiederhergestellt und bislang fehlende Besucherräumlichkeiten (Garderobe etc.) im Haus No. 12 eingerichtet werden. Das von den Erben Soanes veräußerte Haus No. 14 wurde 1997 von der Museumsstiftung hinzu erworben und bis 2006 restauriert.
John Soanes Sommerhaus, Pitzhanger Manor in Ealing, London, das er im Jahr 1800 entwarf und bis 1804 fertigstellen ließ, ist heute ebenfalls als Galerie und Museum öffentlich zugänglich. Das Haus erhielt um 1900, als es als öffentliche Bibliothek fungierte, zwei Anbauten, die den ursprünglichen Eindruck beeinträchtigen.

## Schriften
- Soane, Sir John (1835) Memoirs of the Professional Life of an Architect between the years 1768 and 1835 written by Himself, London: Sir John Soane.
- Soane, Sir John (1830, 1832, 1835-6) Description of the House and Museum on the North Side of Lincoln’s Inn Fields, London: ….

## Werkübersicht

### Schriften
- Sir John Soane (1835) Memoirs of the Professional Life of an Architect between the years 1768 and 1835 written by printed, London: ….

### 1780
- Downhill, Co. Derry, 4th Earl of Bristol und Bischof von Derry.

### 1817
Dulwich Picture Gallery, London, late Sir Francis Bourgois

### 1820
- 16 Montague Place, London, Henry Hase.
- 14 New Burlington Street, London, Admiral Sir Joseph York.
- 156–170 Regent Street, London, John Robins und weitere.
- Wotton House, Buckinghamshire, 2nd Marquess of Buckingham.

### 1821
- Fan Grove, Berkshire, Admiral Sr Henry Hotham.
- Wotton Manor, Somerset, Sir Alexander Hood.

### 1822
- Pet Wall, Staffordshire, Purney Sillitoe.

### 1825
- 10, 11, and 12 Downing Street, London, Office of works.

### 1829
- Hardenhuish, Wiltshire, Thomas Clutterbuck.

### 1830
- 30 Belgrave Place, London, Sir Francis Chantry.

## Archive
- Zeichnungen von Sir John Soane im Archiv des Sir John Soane Museum.
- The Parish Rate Record. The Parish of St Giles in the Fields, ~ 1800 beginnend.
- The Campden City Council Local Studies and Archives Library, Holborn Library. ~ 1800 beginnend.
- The Kelly’s London Street Directory, (Straßen- und „Handelsregister“) 1802 beginnend.
- Census Returns, 1801 beginnend, Ausgabe einmal pro Dekade.